# Итосима
Итосима (яп. 糸島市 Итосима-си) — город в Японии, находящийся в префектуре Фукуока. Площадь города составляет 216,15 км², население — 97 358 человек (1 августа 2014), плотность населения — 450,42 чел./км².

## Географическое положение
Город расположен на острове Кюсю в префектуре Фукуока региона Кюсю. С ним граничат города Фукуока, Сага, Карацу.

## Население
Население города составляет 97 358 человек (1 августа 2014), а плотность — 450,42 чел./км². Изменение численности населения с 1980 по 2005 годы:
| 1980 | 66 220 чел. |  |
| 1985 | 73 649 чел. |  |
| 1990 | 77 610 чел. |  |
| 1995 | 88 691 чел. |  |
| 2000 | 95 040 чел. |  |
| 2005 | 97 974 чел. |  |